# Johann Nepomuk Grün
Johann Nepomuk Grün (12. listopadu 1751 Blšany – 20. ledna 1816 Praha) byl katolický duchovní, pedagog a teolog. Zastával funkci opata Strahovského kláštera a děkana Filosofické fakulty Karlovy univerzity. Je autorem řady teologických knih a představitelem české osvícenské vědy.

## Život a dílo
Grün se narodil v poddanském městě Blšanech na Podbořansku. V matričním zápisu o jeho narození je ale výslovně uvedeno, že jeho rodiče, František Josef Grün a manželka Františka, nejsou poddaní. Základy vyššího vzdělání získal Grün na soukromém gymnáziu v Žatci, provozovaném kněžími premonstrátského kláštera v Praze na Strahově. Později odešel studovat do Prahy a v roce 1769 vstoupil do premonstrátského řádu, kde přijal jméno Milo. Kněžské svěcení mu bylo uděleno roku 1776. Zprvu působil jako opatův tajemník, od roku 1790 se stal farářem v kostele sv. Jakuba v Jihlavě. Zde se zasloužil o založení nemocnice.
V roce 1804 byl Grün ustanoven strahovským opatem. Hned v prvním roce svého působení se mu v klášteře podařilo obnovit teologická studia, která navštěvovali řeholníci i z jiných řádových klášterů. Opat sám zde přednášel etiku a pastorální teologii. V roce 1807 se zasadil, že žatecké gymnázium po třiceti letech opět získalo statut veřejného ústavu. Řeč, kterou Grün v Žatci při té příležitosti pronesl, vyšla tiskem.
Grün si časem získal respekt v pražských vědeckých kruzích. Podpořil německé vydání třídílného historického Lexikonu českých, moravských a slezských umělců, jehož autorem byl jeho řádový bratr Bohumír Jan Dlabač. Grünovo postavení mezi tehdejší pražskou osvícenskou společností se projevilo i v jeho jmenování do akademických funkcí. Od roku 1808 byl děkanem Filosofické fakulty pražské univerzity a roku 1812 byl zvolen jejím rektorem. Ve funkci děkana podporoval Bernarda Bolzana. V roce 1809 mu císař František I. udělil Leopoldův řád.
Podle hesla v Ottově slovníku naučném napsal Grün mj. tyto spisy:
- Kurzgefasste pragmatische Geschichte des Königreichs Böhmen unter Josefs II. Regierung, Vídeň 1783.
- Sätze aus der Moral- und Pastoraltheologie, Praha 1805–1807.

Další Grünovy spisy jsou uložené ve Strahovské knihovně.
Grüna portrétoval Antonín Machek. Obraz je součástí Strahovské obrazárny.